# Día Especial
"Día Especial" (tiếng Anh: Special Day) là một bài hát Latin pop ballad của ca sĩ Colombia Shakira từ album Fijación Oral Vol. 1.  "Día Especial" là một đĩa đơn không chính thức từ Fijación Oral Vol. 1, nhưng khá nổi trội so với những bài hát khác không được phát hành trong album, khi đạt đến #26 trên bagr xếp hạng Billboard Latin Pop Songs. Gustavo Cerati đã viết lời cho bài hát cùng với Shakira và Luis Fernando Ochoa. Bản Tiếng Anh của bài hát ang tên "The Day and the Time" có mặt trong album tiếp theo của cô ấy, Oral Fixation Vol. 2.

## Xếp hạng
| Xếp hạng (2006)              | VỊ trí cao nhất |
| ---------------------------- | --------------- |
| US Billboard Latin Pop Songs | 26              |